# Signhild

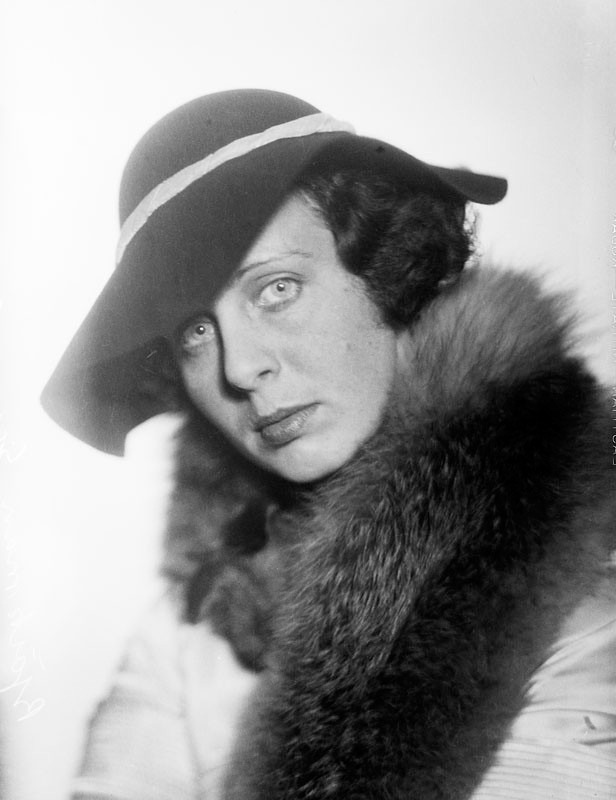
Signhild Björkman.

Kvinnonamnet Signhild anses ibland vara ett gammalt nordiskt namn bildat av ord som betyder seger och beskydd eller strid. Egentligen har det dock en helt annan historia: smeknamnet Signill ("lilla Signe", "Signelill"), kom att uppfattas som en slarvig form av ett egentligen icke existerande Signild - som i sin tur kom att uppfattas som en slarvig form av ett egentligen icke existerande Signhild. Hyperkorrektion kallas detta fenomen.
De flesta som heter Signhild är över 80 år.
Den 31 december 2012 fanns det totalt 1 608 kvinnor i Sverige med namnet Signhild, varav 466 hade det som förstanamn/tilltalsnamn . År 2003 fick tre flickor namnet, men ingen fick det som tilltalsnamn. 
Namnsdag i Sverige: 23 augusti, (1986-1992: 25 september, då det delade dag med sidoformen Signild). I den finlandssvenska namnsdagslängden har Signhild namnsdag 23 augusti sedan 1995. Före det hade Signhild namnsdag 25 februari (ända till 1999: skottår 26 februari) 1929–1994, 1929–1973 i sidoformen Signild.

## Personer med namnet Signhild
- Signhild Arnegård Hansen, ordförande för Svenskt Näringsliv
- Signhild Björkman, skådespelare